# Žiga Pance
Žiga Pance (* 1. Januar 1989 in Ljubljana, SR Slowenien) ist ein slowenischer Eishockeyspieler, der seit 2020 beim HK Olimpija unter Vertrag steht und mit dem Klub seit 2021 in der österreichischen Eishockeyliga spielt. Sein Bruder Erik ist ebenfalls ein professioneller Eishockeyspieler.

## Karriere
Žiga Pance begann seine Karriere als Eishockeyspieler in seiner Heimatstadt in der Nachwuchsabteilung des HDD Olimpija Ljubljana, für dessen Profimannschaft er in der Saison 2005/06 sein Debüt in der slowenischen Eishockeyliga gab. Parallel spielte er für Olimpija in der Interliga. Zur folgenden Spielzeit wechselte der Flügelspieler zu den Oshawa Generals, die ihn beim CHL Import Draft in der ersten Runde an insgesamt 24. Stelle gezogen hatten, in die kanadische Juniorenliga Ontario Hockey League. Nachdem er auch die Saison 2007/08 bei Oshawa begonnen hatte, kehrte er nach Ljubljana zurück, wo er 2012 und 2013 slowenischer Meister wurde. In der folgenden Spielzeit gab der Nationalspieler sein Debüt in der Österreichischen Eishockey-Liga. Dabei erzielte er in 50 Spielen vier Tore und gab vier Vorlagen. In der Saison 2009/10 konnte sich der Linksschütze auf 34 Scorerpunkte, davon 14 Tore, in 54 Spielen steigern und wurde in dieser Saison auch Zweiter bei der Wahl zum EBEL-YoungStar. Diesen positiven Trend setzte er in der Saison 2010/11, in der er Mannschaftskapitän bei Olimpija war, fort, als er in insgesamt 57 Spielen 41 Scorerpunkte, davon 23 Tore, erzielte und erneut Platz zwei bei der Wahl zum EBEL-YoungStar der Saison belegte.

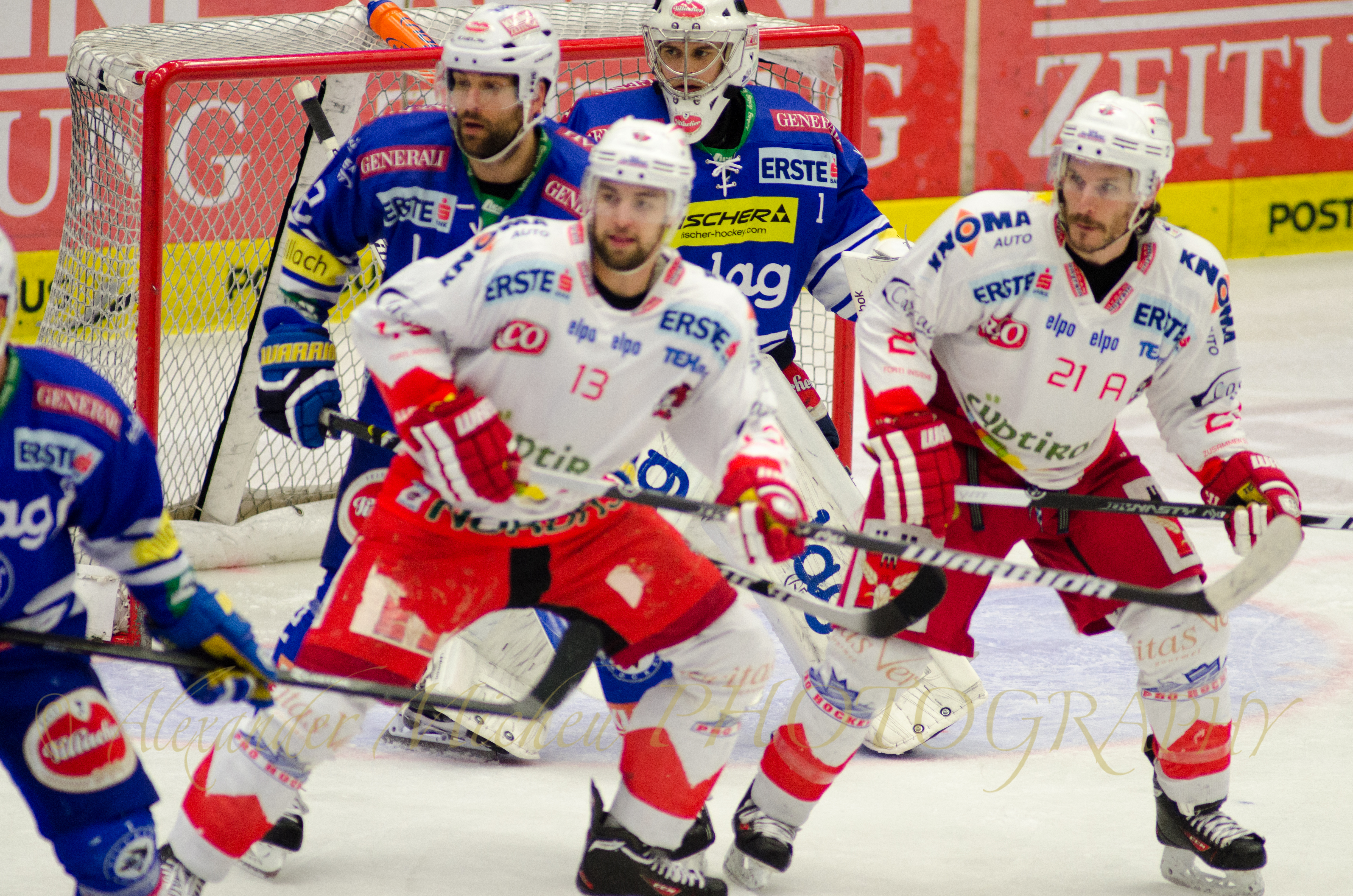
Žiga Pance (li.) im Trikot des HC Bozen (2014)

2013 wechselte er ligaintern zum HC Bozen, mit dem er auf Anhieb die Österreichische Eishockey-Liga gewinnen konnte. Dabei erzielte er den entscheidenden Treffer beim 3:2 nach Verlängerung im fünften Finalspiel gegen den EC Red Bull Salzburg und sicherte seiner Mannschaft damit den Titel. Für die Spielzeit 2015/16 unterschrieb er einen Vertrag beim EC Villacher SV. Mit den Villachern erreichte er das Halbfinale, wurde Topscorer der Mannschaft und erzielte die meisten Assists des Vereins. Trotz dieser Erfolge verließ er das Team nach nur einem Jahr und wechselte innerhalb Kärntens zum EC Klagenfurter AC. Aber auch dort blieb er – ebenso wie in den Folgejahren beim Dornbirner EC und den slowakischen Erstligisten DVTK Jegesmedvék und HC Slovan Bratislava – nur eine Spielzeit. 2020 kehrte er in seine Heimatstadt Ljubljana zurück und spielt seither für den HK Olimpija. Dort trug er als Topscorer und bester Torschütze der Playoffs sowie Siegtorschütze des Playofffinales 2021 gegen Asiago Hockey maßgeblich zum Gewinn der Alps Hockey League bei. Anschließend wechselte er mit dem Klub in die Österreichische Eishockey-Liga. Zudem gewann er mit dem Klub 2022, 2023 und 2024 die Meisterschaft und 2022 und 2023 den Pokalwettbewerb Sloweniens.

### International
Für Slowenien nahm Pance im Juniorenbereich an der U18-Junioren-Weltmeisterschaft der Division I 2006 sowie den U20-Junioren-Weltmeisterschaften der Division I 2007 und 2009 teil.
Im Seniorenbereich stand er im Aufgebot seines Landes bei den Weltmeisterschaften der Division I 2009, 2010, 2012, 2014, 2016, 2018, 2019 und 2022 sowie bei den Weltmeisterschaften der Top-Division 2011, 2013, 2015, 2017, als er jedoch nicht zum Einsatz kam, und 2023. Zudem nahm er am Qualifikationsturnier für die Olympischen Winterspiele in Sotschi 2014 und auch an den Winterspielen selbst, bei denen die Slowenen einen überraschenden siebten Rang belegten, teil. Auch bei der für Slowenien erfolgreichen Olympiaqualifikation für die Winterspiele in Pyeongchang 2018 und den nachfolgenden Spielen selbst sowie der Olympiaqualifikation für die Winterspiele in Peking 2022, bei der die Slowenen in der Qualifikationsendrunde an Dänemark scheiterten, spielte er für sein Heimatland.

### Inlinehockey
Neben seiner Karriere als Eishockeyspieler spielt Pance in den Sommermonaten Inlinehockey und vertrat Slowenien bei der IIHF Inlinehockey-Weltmeisterschaft 2006 und IIHF Inlinehockey-Weltmeisterschaft 2008. Auf nationaler Ebene spielt er für die Mannschaft ŠD CityPark Strele.

## Erfolge und Auszeichnungen
- 2010 EBEL-YoungStar des Monats Januar 2010
- 2010 Aufstieg in die Top-Division bei der Weltmeisterschaft der Division I, Gruppe B
- 2010 EBEL-YoungStar des Monats Oktober 2010
- 2012 Slowenischer Meister mit dem HDD Olimpija Ljubljana
- 2012 Aufstieg in die Top-Division bei der Weltmeisterschaft der Division I, Gruppe A
- 2013 Slowenischer Meister mit dem HDD Olimpija Ljubljana
- 2014 EBEL-Sieger mit dem HC Bozen
- 2014 Aufstieg in die Top-Division bei der Weltmeisterschaft der Division I, Gruppe A
- 2016 Aufstieg in die Top-Division bei der Weltmeisterschaft der Division I, Gruppe A
- 2021 Gewinn der Alps Hockey League mit dem HK Olimpija
- 2021 Topscorer und Torschützenkönig der Playoffs der Alps Hockey League
- 2022 Slowenischer Meister und Pokalsieger mit dem HK Olimpija
- 2022 Aufstieg in die Top-Division bei der Weltmeisterschaft der Division I, Gruppe A
- 2023 Slowenischer Meister und Pokalsieger mit dem HK Olimpija
- 2024 Slowenischer Meister mit dem HK Olimpija

## Karrierestatistik

### International
(Legende zur Spielerstatistik: Sp oder GP = absolvierte Spiele; T oder G = erzielte Tore; V oder A = erzielte Assists; Pkt oder Pts = erzielte Scorerpunkte; SM oder PIM = erhaltene Strafminuten; +/− = Plus/Minus-Bilanz; PP = erzielte Überzahltore; SH = erzielte Unterzahltore; GW = erzielte Siegtore; 1 Play-downs/Relegation; Kursiv: Statistik nicht vollständig)